# Leupp
Leupp (navaho Tsiizizii) és una concentració de població designada pel cens dels Estats Units a l'estat d'Arizona. Segons el cens del 2000 tenia 970 habitants.

## Demografia
Segons el cens del 2000, Leupp tenia 970 habitants, 228 habitatges, i 206 famílies La densitat de població era de 28,5 habitants/km².
Dels 228 habitatges en un 54,8% hi vivien nens de menys de 18 anys, en un 57,9% hi vivien parelles casades, en un 29,8% dones solteres, i en un 9,6% no eren unitats familiars. En el 9,2% dels habitatges hi vivien persones soles el 0,9% de les quals corresponia a persones de 65 anys o més que vivien soles. El nombre mitjà de persones vivint en cada habitatge era de 4,25 i el nombre mitjà de persones que vivien en cada família era de 4,53.
Per edats la població es repartia de la següent manera: un 43,7% tenia menys de 18 anys, un 8,8% entre 18 i 24, un 25,7% entre 25 i 44, un 17,2% de 45 a 60 i un 4,6% 65 anys o més.
L'edat mediana era de 23 anys. Per cada 100 dones de 18 o més anys hi havia 85,1 homes.
La renda mediana per habitatge era de 21.458 $ i la renda mediana per família de 29.219 $. Els homes tenien una renda mediana de 28.661 $ mentre que les dones 24.531 $. La renda per capita de la població era de 8.137 $. Aproximadament el 29,4% de les famílies i el 33,4% de la població estaven per davall del llindar de pobresa.
Segons el cens dels Estats Units del 2010 el 98,14% són nadius americans i el 0,62% blancs. L'1,03% de la població són hispànics.

## Poblacions més properes
El següent diagrama mostra les poblacions més properes.